# University of Michigan Press
La University of Michigan Press es una editorial estadounidense que forma parte de Michigan Publishing de la Universidad de Míchigan. Publica 170 títulos nuevos cada año relacionados con las humanidades y las ciencias sociales. Las publicaciones de esta casa editora han ganado numerosos premios, incluidos los Premios Literarios Lambda, el Premio PEN/Faulkner, el Joe A. Callaway y el Premio Nautilus Book. Michigan Press ha publicado además obras de autores que han recibido el Premio Pulitzer, la Medalla Nacional de Humanidades y el Premio Nobel de Economía. 

## Historia
Desde 1858 a 1930, la Universidad de Míchigan no poseía una entidad organizada para imprimir sus publicaciones académicas. No fue sino hasta 1930 que la University Press se estableció, a cargo de la Escuela de Graduados de la Universidad. En 1935, Frank E. Robbins, asistente del presidente de la universidad, Alexander G. Ruthven, fue nombrado editor en jefe de la editora, cargo que ocuparía hasta 1953, cuando Fred D. Wieck fue nombrado Director de Prensa.
En 2009, la editorial se convirtió en parte de la Biblioteca de la Universidad de Míchigan. Actualmente publica principalmente libros de texto y manuales del docente del English Language Teaching (ELT), así como monografías académicas en una variedad de campos, que incluyen estudios clásicos, estudios sobre Asia, ciencias políticas, estudios de discapacidad, teatro y actuación, y publicacione sobre Míchigan y la Región de los Grandes Lagos.

## English Language Teaching(ELT)
La University of Michigan Press es conocida por su línea de productos de enseñanza del inglés como segundo idioma. Debido a que la Universidad de Míchigan fue el primer lugar que publicó libros de enseñanza de inglés para estudiantes y manuales de capacitación para maestros en los Estados Unidos (1941), los productos finalmente terminaron siendo distribuidos y publicados por la University of Michigan Press. Aunque en un momento los únicos títulos nuevos publicados fueron los del profesorado y el personal del English Language Institute, los autores representan actualmente a una gran variedad de instituciones en todo el mundo. La lista del Michigan ELT es reconocida principalmente por su inglés para fines académicos y sus productos de capacitación docente.

## Medios digitales
La University of Michigan Press tiene más de 1600 títulos en su catálogo disponibles como libros electrónicos, además se encuentra comprometida en diversos proyectos de medios digitales.

### digitalculturebooks
La digitalculturebooks es una iniciativa de la University of Michigan Press dedicada a la publicación de trabajos innovadores en el campo de los medios digitales y las humanidades. El proyecto comenzó en 2006 como una asociación entre MLibrary y la Michigan Press. Su objetivo fundamental consiste en ser una incubadora de nuevos modelos editoriales tanto en humanidades y como en ciencias sociales. El contenido de los libros de cultura digital está disponible para ser vistos gratuitamente en línea y para su compra en formato impreso o en formato electrónico. Los títulos generalmente se producen bajo la Licencia de Reconocimiento-No comercial-Sin obras derivadas 3.0 Creative Commons (CC).

### Fulcrum
Fulcrum es una plataforma de publicación que la editorial ha desarrollado con una subvención de la Fundación Andrew W. Mellon en asociación con las universidades de Indiana, Minnesota, Northwestern y Penn State. Fulcrum ayuda a los editores a presentar los resultados de investigación de sus autores en una forma durable, reconocible y flexible. Con Fulcrum, los autores académicos pueden vincular materiales fuente, incluyendo imágenes, videos y clips de audio, así como modelos interactivos tridimensionales.

### Knowledge Unlatched
La University of Michigan Press es una de las trece editoriales que participa en el piloto Knowledge Unlatched, un enfoque de consorcio de bibliotecas globales para financiar libros de acceso abierto, y ha incluido tres títulos en la colección piloto de Knowledge Unlatched.

## Impresiones y series

### Publicaciones
- English Language Teaching
- Digitalculturebooks

### Series
La University of Michigan Press publica numerosas series que incluyen:
- Ambiente de los Grandes Lagos
- Análisis político
- Asuntos políticos y sociales contemporáneos
- Avances en economía heterodoxa
- Centro de estudios japoneses
- Centro Weiser para democracias emergentes
- Ciencia, medicina y tecnología en el Este de Asia
- Clásicos en papirología
- Conferencias seleccionadas de Tanner en valores humanos
- Configuraciones: estudios críticos de política mundial
- Conversaciones en medicina y sociedad
- Corporealities: discursos de discapacidad
- Desarrollo y desigualdad en la economía de mercado
- Economía de la educación
- Economía, cognición y sociedad
- El mundo de los nuevos medios
- Estudios americanos en papirología
- Estudios de civilización medieval y moderna temprana
- Estudios de economía internacional
- Estudios de economía y política de salud
- Estudios de literatura y ciencia
- Foro de la Universidad de Míchigan sobre política sanitaria
- Historia del mundo moderno
- Historia social, cultura popular y política en Alemania
- Historia, idiomas y culturas de los mundos español y portugués
- Humanidades digitales
- Interacciones humano-ambiente
- Intereses, identidades e instituciones en política comparada
- Ley y sociedad en el mundo antiguo
- Ley, significado y violencia
- Memorias de la Academia Americana en Roma
- Música y justicia social
- Nueva política comparativa
- Perspectivas africanas
- Perspectivas analíticas sobre política
- Perspectivas críticas sobre las mujeres y el género
- Perspectivas del jazz
- Perspectivas sobre Corea contemporánea
- Política legislativa y formulación de políticas
- Prosa del siglo XXI
- Serie Amherst de Derecho, Jurisprudencia y Pensamiento Social
- Serie de documentos antropológicos
- Serie de libros de estudios comparativos en sociedad e historia
- Serie de monografías de la Academia Internacional de Investigación en Discapacidades del Aprendizaje
- Serie Estudios de Historia de la Danza
- Serie Míchigan de inglés para fines académicos y profesionales
- Serie Míchigan de lenguas y lingüística del sur y sudeste asiático
- Serie Míchigan sobre la enseñanza del inglés académico en programas postsecundarios de EE. UU.
- Serie Míchigan sobre la enseñanza de escritores multilingües
- Serie Mujeres y Cultura
- Serie Pitt de inglés como segundo idioma
- Societas: estudios históricos en cultura clásica
- Stylus: estudios de cultura medieval
- Sudeste asiático: política, significado y memoria
- Teatro: Teoría, texto y actuación
- Técnicas de análisis político
- Tecnologías de la imaginación: nuevos medios en la vida cotidiana
- Teoría editorial y crítica literaria
- Triangulations: Lesbianas / Gay / Queer (teatro, drama, actuación)
- Valores en evolución para un mundo capitalista
- Videojuegos emblemáticos